# Nice Try
Nice Try è un album del 1998 del gruppo italiano ska core e punk rock Shandon, pubblicato nel 1998 dalla Ammonia Records.

## Tracce
1. Vampire Girl – 2:12
2. Witches at Weekend – 2:20
3. Diamanda – 1:57
4. Hendrix Sound – 2:12
5. Vegetale – 3:04
6. Small Town – 2:53
7. Burn – 1:47
8. Where Did You Go? – 3:31
9. Calorifero – 2:22
10. Nice Try – 2:40
11. Ska Beach – 1:54
12. Superhero – 1:29
13. Pizza Gangster – 2:27
14. Stalattiti – 2:49
15. Lamar y Lavonia – 2:57
16. Tears for You + Via Dresda (bonus track) – 7:43

## Formazione
- Olly - voce e chitarra
- Andrea - basso e voce
- Marco - chitarra e voce
- Pedro - tromba
- Max - trombone
- Teo - batteria